# Lantana fucata
Lantana fucata är en verbenaväxtart som beskrevs av John Lindley. Lantana fucata ingår i släktet eldkronor, och familjen verbenaväxter. Inga underarter finns listade i Catalogue of Life.